# Strada militare di Val Morino
La strada militare di Val Morino (o strada militare dello Chaberton) è una strada militare costruita negli ultimi anni del XIX secolo in Alta Val di Susa per dotare la Batteria dello Chaberton (quota di 3 131 m s.l.m.) di una strada carrozzabile (in aggiunta alla funicolare che era già stata installata tra Cesana Torinese e il forte).

## Storia

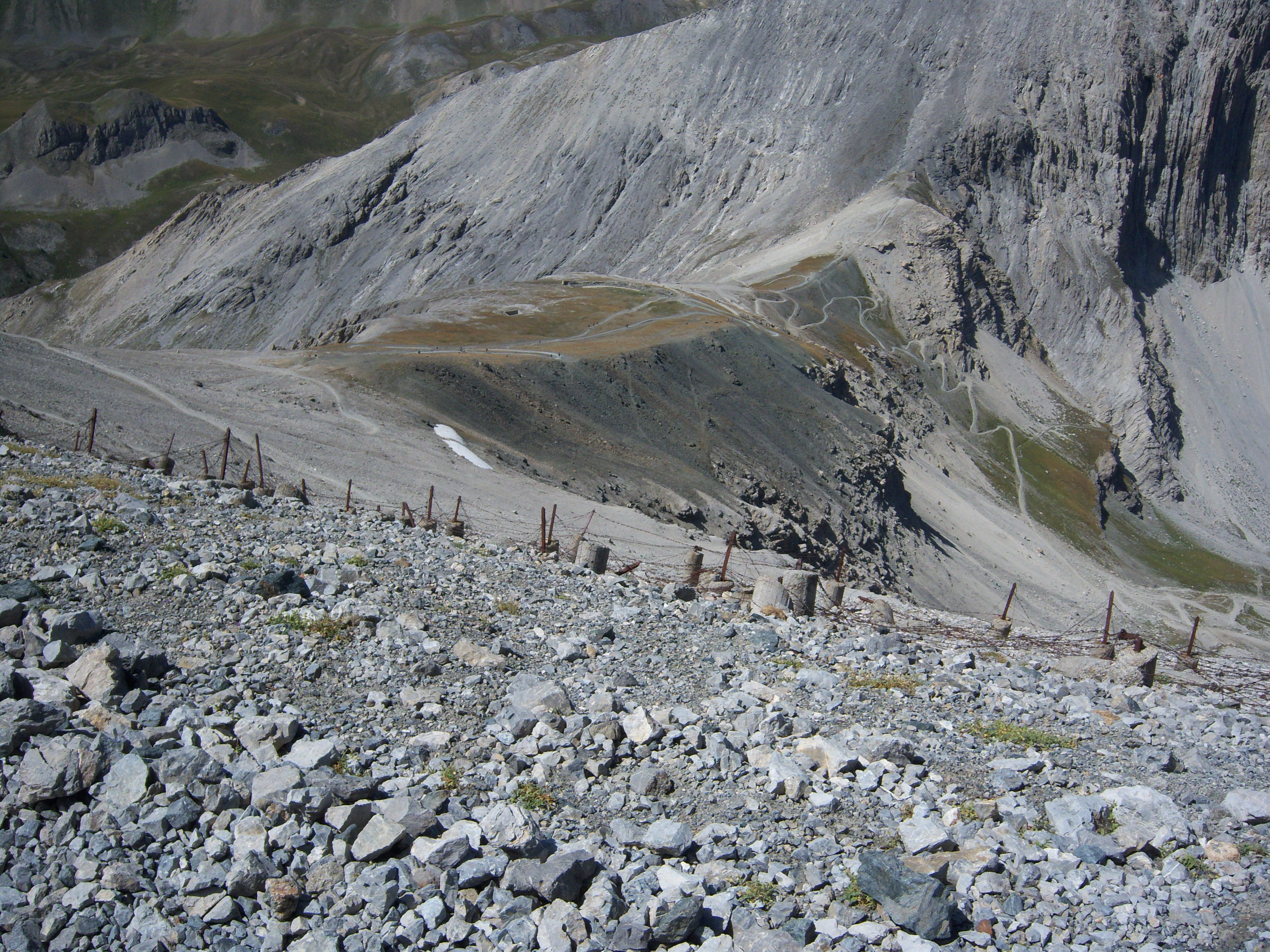
Il Colle Chaberton dalla strada nei pressi della Batteria: si noti il tracciato tortuoso della strada tra il Clot des Morts ed il Colle Chaberton; in primo piano il filo spinato a protezione del forte

Tra il 1896 ed il 1898 venne costruita una carrareccia per collegare il fondovalle alla Batteria dello Chaberton, posta sulla sommità dell'omonimo monte, all'epoca ancora parte del territorio italiano, che stava venendo alla luce in quegli anni.
Fino ad allora per raggiungere la vetta dell'Alta Val di Susa vi era una buona mulattiera che, partendo da Fenils, fino al 1928 comune autonomo (oggi parte di Cesana Torinese), raggiungeva il Colle dello Chaberton (2671 m s.l.m.) e scendeva successivamente nel Vallone delle Basse per raggiungere quindi la Francia tramite il Vallone del Rio Secco. Dal Colle dello Chaberton alla cima (quota attuale 3131 m s.l.m.) non vi era nulla se non una traccia di sentiero che sovente veniva cancellata da valanghe e slavine nel periodo invernale.
Nel 1821 Giovanni Plana, incaricato di redigere una mappa per trovare un arco del 45º parallelo compreso tra l'Istria e l'Adriatico, salì sullo Chaberton tramite il sentiero del Vallone delle Basse e la traccia tra il Colle e la vetta (all'epoca non ancora spianata per lo spalto della Batteria).

## Tracciato
Dopo un ponte in legno sulla Dora Riparia poco a monte di Casa Colomb, lungo la Strada Statale del Monginevro, la strada attraversa l'abitato di Fenils oltre il quale, con una serie di tornanti e passaggi in boschi di abeti, la strada arriva alle Grange Quagliet (in prossimità delle quali era stato posto un osservatorio militare) dopo essere transitata in prossimità di altri gruppi di grange (Fontana, Le Nuove, Pra Claud).
Superate Grange Quagliet la carrozzabile fa un'altra serie di tornanti e raggiunge, al km 9,4, la Roccia Tagliata, un passaggio scavato a colpi di mine e piccone dai costruttori della strada sul costone roccioso che scende dal versante sud-occidentale di Punta Rochers Charniers e, oltrepassato il bivio per la mulattiera per i baraccamenti del suddetto monte, perviene al Clot des Morts, un pianoro così chiamato in memoria dei caduti dell'esercito francese che ivi perirono di freddo durante la guerra tra Repubblica francese e Regno di Sardegna nel 1795/96.

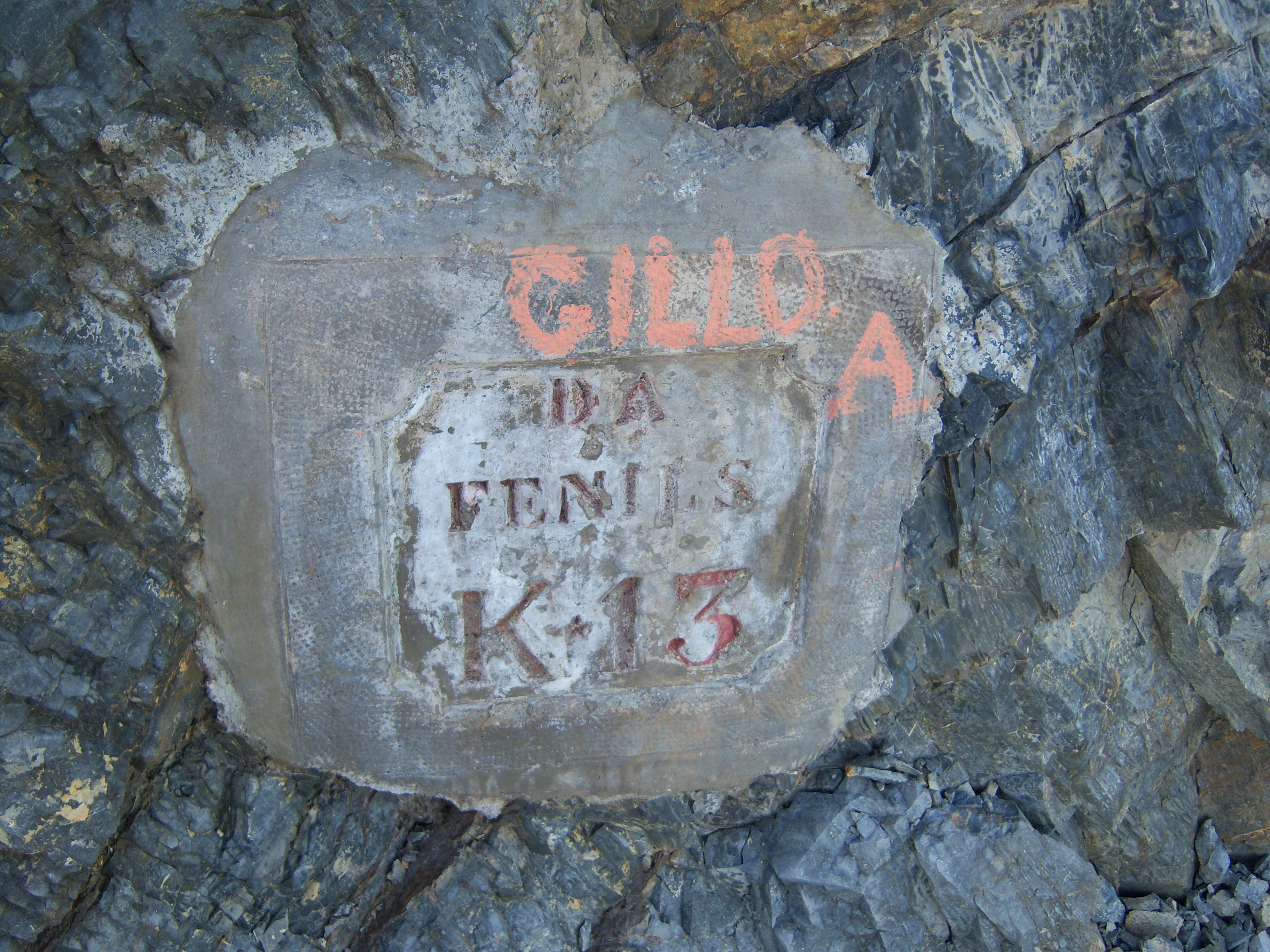
La pietra miliare del 1898 (vandalizzata) posta in prossimità della Batteria ed indicante 13 km da Fenils (antecedentemente alla variante del 1905)

In origine il tracciato dal Clot des Morts procedeva in maniera più lineare per giungere al Colle dello Chaberton (2671 m s.l.m.), ove vi erano le casermette del Ricovero Basso e del Ricovero Alto e da qui, procedendo sul versante nord-occidentale del Monte Chaberton, con una serie di tornanti giunge sulla vetta con un dislivello di 460 m., una pendenza del 22% ed una lunghezza totale di 13094,50 m.
Nel 1905, in previsione dell'armamento della Batteria dello Chaberton, venne modificato il tratto tra Clot des Morts ed il Colle in quanto il percorso originario aveva pendenze superiori al 16%, quindi di difficile percorribilità coi mezzi dell'epoca: per questo vennero costruite delle serie di tornanti e passaggi a mezza costa con un allungamento della strada di oltre 1000 metri (il cippo finale della strada, posto in prossimità del Forte, riporta "13 km da Fenils" sebbene la strada sia di 14836 m).
Da Fenils fino alle Grange Quagliet la strada era classificata come "Carrareccia di tipo C", quindi con curve di raggio aumentato (minimo 8 metri), pendenza non superiore al 12%, larghezza di almeno 3 metri (in certi punti anche maggiore), fondo stradale artificiale, piazzole ogni 4 km. e, per alcuni tratti, la presenza della banchina. Tra le Grange Quagliet ed il Colle la strada era classificata di tipo D, quindi con pendenze fino al 17%, raggio di curvatura di 5 metri e larghezza di 2,20 metri. Ogni 500 metri era posta una pietra miliare per indicare il chilometraggio progressivo.

## Stato attuale

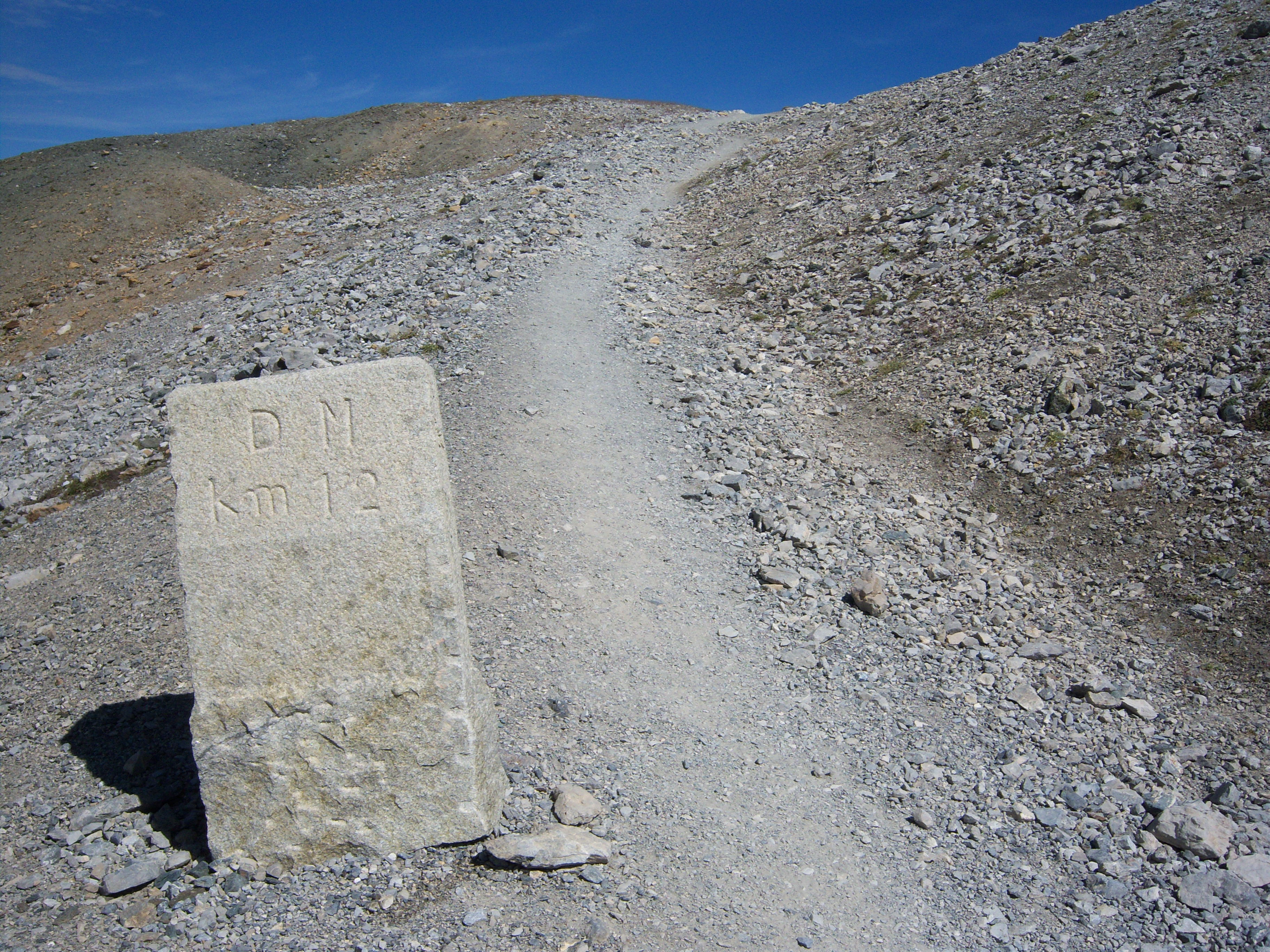
La pietra miliare del km 12 della strada (unica rimasta in piedi) con, accanto, la strada per il forte (si noti l'esiguo passaggio che è disponibile attualmente)

Attualmente la strada è asfaltata nel tratto bivio SS 24 - Fenils. Dopo la frazione la strada diventa subito sterrata ma in buone condizioni di percorribilità fino alla Grange Pra Claud. Da qui in avanti è chiusa al transito di qualsiasi mezzo a motore dall'anno 1987. Fino alle Grange Quagliet la strada è in condizioni accettabili, con muretti ancora in piedi e buon drenaggio delle acque piovane.
Oltre Grange Quagliet la strada è in condizioni sempre peggiori finché oltre la Roccia Tagliata diventa, in certi punti, impercorribile anche per i cicli (se non per ciclisti altamente allenati). I tornanti della "variante" costruita nel 1905 prima del Colle dello Chaberton sono per buona parte franati a causa delle acque e delle rocce friabili che caratterizzano il massiccio montuoso. Oltre il baraccamento alto del Colle dello Chaberton la strada militare è, attualmente, larga circa un metro, in molti punti i detriti l'hanno quasi completamente ricoperta ed i muretti e le opere di sostegno sono in buona parte franate. Anche in quest'ultimo tratto (il più ripido) la ciclabilità della strada è molto difficoltosa e praticabile da utenti esperti.
Bisogna ricordare come, in seguito ai trattati di pace del 1947 tra l'Italia e la Francia, la vetta ed il colle dello Chaberton sono passati in territorio francese, ed il confine di stato si trova all'altezza del Clot des Morts (vi è una pietra di confine che indica tale confine).
Agli inizi di luglio 2019, a seguito di un violento acquazzone, la strada è stata gravemente danneggiata ed è franata completamente, per qualche centinaio di metri, in corrispondenza del rio dell’inferno; pertanto, a partire da tale data è stata vietata la circolazione sia a biciclette che a pedoni a monte di tale tratto. L’accesso alla Batteria dello Chaberton può quindi avvenire unicamente tramite il sentiero con partenza Claviere o la via ferrata attraverso le batterie del Petit Vallon.